# Selecció natural

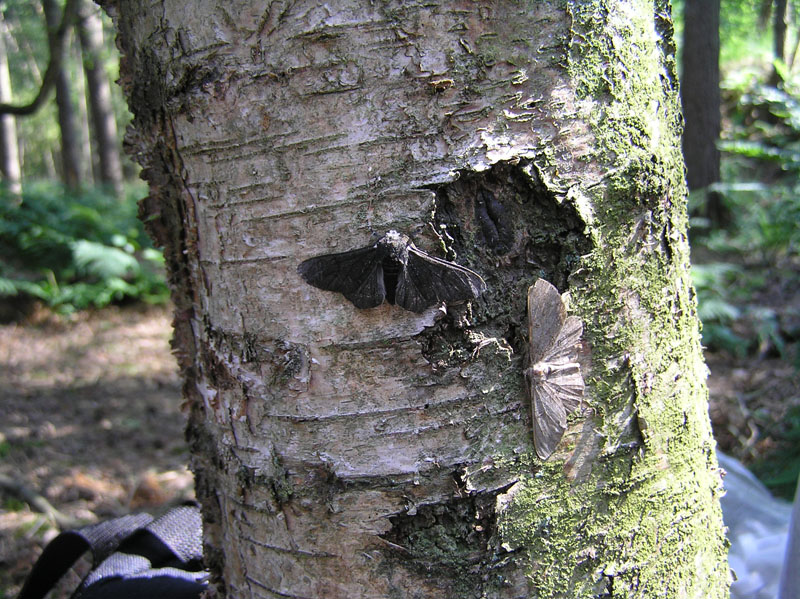
Forma «típica» i forma «carbonària», d'una arna que està sobre el mateix arbre. La forma típica és més difícil de veure en un arbre dins una zona sense contaminació i es camufla millor dels seus depredadors.

La selecció natural és el procés gradual no aleatori pel qual els patrons biològics esdevenen més o menys comuns dins d'una població com a funció de la reproducció diferencial dels seus progenitors. Charles Darwin va popularitzar aquest terme amb un intent de comparar-lo amb la selecció artificial, o cria selectiva. El naturalista Alfred Russel Wallace també va treballar sobre aquest concepte i fou considerat codescubridor de la teoria.
Segons Charles Darwin, en qualsevol població els individus són diferents entre si. Els individus d'una població tenen un conjunt de caràcters hereditaris. Els individus contribueixen a la següent generació de la població mitjançant l'eficiència biològica. Així doncs, la selecció natural opera sobre aquest conjunt de caràcters. Els individus més ben adaptats al seu ambient tindran una major descendència, i aquell caràcter tendirà a fer-se més freqüent a cada generació.
Les variacions existeixen en totes les poblacions d'organismes. En part, això succeeix per les mutacions a l'atzar que causen canvis en el genoma d'un individu i aquestes mutacions poden passar a la descendència. Al llarg de la vida dels organismes, els seus genomes interaccionen amb el seu entorn i causen variacions en les seves característiques. Els individus que han tingut certes variants dels seus trets característics, influenciats pel seu entorn, poden sobreviure i reproduir-se més que no pas els individus que hagin tingut menys èxit. D'aquesta manera, la població evoluciona. Els factors que afecten l'èxit reproductiu també són importants, un tema que Charles Darwin va desenvolupar en les seves idees de la selecció sexual, per exemple.
La selecció natural actua sobre el fenotip, o les característiques observables d'un organisme, però la base genètica (heretable) de qualsevol fenotip que dona un avantatge reproductiu esdevindrà comuna en una població. Amb el temps, aquest procés pot donar com a resultat poblacions que s'especialitzin en un nínxol ecològic particular i finalment pot originar l'emergència de noves espècies. La selecció natural és un procés important, però no pas l'únic, pel qual té lloc l'evolució natural dins una població d'organismes. S'oposa a la selecció artificial pel fet que, en aquesta, els humans afavoreixen característiques específiques. En la selecció natural, el medi ambient fa de sedàs a través del qual només certes variacions poden passar. A part d’aquestes dues teories, l'endosimbiosi seriada també s’ha plantejat com una teoria evolutiva. Lynn Margulis descriu l'aparició de les cèl·lules eucariotes a conseqüència de la relació endosimbiòtica de diferents cèl·lules procariotes. L’aparició de la diversitat biològica dels organismes va esdevenir la font sobre la qual actuaria la selecció natural. Per tant, es defensa la simbiosi i la cooperació entre espècies com a motor evolutiu.
El terme «selecció natural» va ser introduït per Darwin en el seu llibre de 1859 On the Origin of Species, en el qual la selecció natural era descrita com anàloga a la selecció artificial. El concepte de selecció natural es va desenvolupar originàriament quan mancava encara una teoria vàlida sobre l'herència. La unió del darwinisme tradicional amb els descobriments posteriors en genètica clàssica i genètica molecular va originar la síntesi evolutiva moderna. La selecció natural continua sent la principal explicació de l'evolució adaptativa.